# James Rae
James „Jimmy“ Rae (* um 1936 in Glasgow) ist ein ehemaliger schottischer Radrennfahrer.

## Sportliche Laufbahn
1952 begann er in Glasgow mit dem Radsport. Sein erster bedeutender internationaler Erfolg war der Sieg in der Irland-Rundfahrt 1956 vor Bill Hodgson. Im britischen Milk Race gewann er eine Etappe und wurde beim Sieg von Richard McNeil 4. der Gesamtwertung, 1958 kam er auf den 20. Platz. 1957 bestritt er die Internationale Friedensfahrt und beendete das Etappenrennen auf dem 24. Rang.
1958 siegte er in der Tour of Scotland. In der Polen-Rundfahrt 1959 wurde er 22. und damit bester britischer Fahrer.
Im Rennen der UCI-Straßen-Weltmeisterschaften der Amateure 1959 und 1960 (bei den Berufsfahrern) schied er aus. 1960 wurde er Berufsfahrer und zog nach Belgien, um dort Rennen zu fahren. 1960 bestritt er die Luxemburg-Rundfahrt. Rae fuhr für das Radsportteam Ernie Clements Cycles.

## Berufliches
Rae war als Kältetechniker in mehreren Staaten beruflich tätig. Einige Jahre lebte er auf den Bermudas.